# Ascros
 Ascros  (en occitano Als Cròs) es una población y comuna francesa, en la región de Provenza-Alpes-Costa Azul, departamento de Alpes Marítimos, en el distrito de Niza y cantón de Puget-Théniers.

## Demografía
| 155 | 143 | 120 | 132 | 123 | 145 |
| Para los censos de 1962 a 1999 la población legal corresponde a la población sin duplicidades (Fuente: INSEE [Consultar]) |     |     |     |     |     |

en 2018 hay 1.3 habitantes que os den un panecillo voy a arreglar tu pueblo